# Città Vecchia (Bratislava)
La Città Vecchia di Bratislava (in lingua slovacca: Staré Mesto) è il centro storico e di una delle parti della città di Bratislava, nella Regione di Bratislava, in Slovacchia. La Città Vecchia coincide con il Distretto di Bratislava I.

## Caratteristiche
Come suggerisce il nome, il distretto ospita la maggior parte delle istituzioni centrali del governo della Slovacchia, e le istituzioni centrali di Bratislava, come anche molti monumenti storici della città.
La parte occidentale del distretto è una zona collinare, in cui ci sono lo Horský park (letteralmente "Parco montagnoso"), molte abitazioni di ricchi cittadini slovacchi, come anche la quasi totalità delle ambasciate straniere nel Paese.  L'area collinare finire a sud del Danubio con il memoriale Chatam Sófer e con il Castello di Bratislava, mentre ad ovest con l'autostrada Praga-Budapest.
La parte orientale comprende l'effettiva città (centro storico e amministrativo). Tra gli edifici più importanti ci sono il Grassalkovich Palace, il Municipio di Bratislava, la Cattedrale di San Martino, la Porta di San Michele, il Palazzo del Primate, l'Università Comenio, la principale stazione ferroviaria (Hlavná stanica), il Teatro Nazionale Slovacco (sia il vecchio che il nuovo), il Ponte Nuovo, la Piazza Principale (Hlavné námestie), Piazza Hviezdosla, Obchodná ulica (una via commerciale) e molte altre chiese e palazzi.

## Amministrazione
Il distretto di Bratislava I è l'unico distretto della Slovacchia a non avere alcuna suddivisione di livello inferiore.